# Rifugio Luigi Brasca
Das Rifugio Luigi Brasca (oft nur Rifugio Brasca, auch Brascahütte) ist eine Schutzhütte der Sektion Mailand des Club Alpino Italiano (CAI). Es liegt in den Bernina-Alpen, auf einer Höhe von 1304 m s.l.m. innerhalb der Gemeinde Novate Mezzola, in der Region Lombardei in Italien. Die Hütte wird von Juni bis September bewirtschaftet und bietet 48 Bergsteigern Schlafplätze.

## Übergänge und Nachbarhütten
Die Hütte liegt am Sentiero Roma, einem alpinen Höhenweg. Die nächstgelegenen Hütten bzw. Abstiege auf diesem sind:
- Novate Mezzola (212 m s.l.m.) ⊙ in ca. 3 1⁄2 Stunden[1]
- Gianettihütte (2559 m s.l.m.) ⊙ in ca. 3 1⁄2 Stunden[2]
- Sasc-Furä-Hütte (1904 m ü. M.) über Trubinasca-Pass, Gehzeit 6 bis 7 Stunden